# Onda 6
Onda 6 és una cadena de televisió regional que emet a la Comunitat de Madrid.

## Història
L'emissora, en un principi, éra propietat de Premsa Espanyola, editora del Diari ABC, Globomedia i Europroducciones. El novembre de 1999 va obtenir del Govern de la Comunitat de Madrid la seva llicència per emetre a TDT. Es convertia així en la primera emissora privada que cobria tot l'àmbit de la Comunitat Autònoma. Atès que en aquell moment no estava desenvolupada la tecnologia digital, van començar a emetre analògicament l'any 2000 a través de la freqüència de Telemadroño, un antic canal madrileny.
La seva primera programació va ser de servei públic, amb informació meteorològica, trànsit, cultura, lleure,...
Després de la fusió de Premsa Espanyola i el Grup Correu i el naixement de Vocento, inicia una nova etapa en les seves emissions, transmetent la programació d'Atlas-News i sèries com El Súper o Médico de familia. S'integra aleshores en el Grup Punto TV.
Segons dades de SOFRES AM, la seva audiència acumulada mensual era de 670.000 espectadors.
A partir del 2005 es produeix una renovació de continguts, i es fitxa a professionals coneguts procedents d'altres cadenes, com Javier Reyero, de Telemadrid, que passa a presentar l'espai esportiu Futbol 6. En aquest moment es compta també amb professionals com Manuel Campo Vidal, Eduardo Aldán (en el concurs Lingo) o Lucia Hoyos.
Des del 2006 s'han anat estrenant nous formats com el magazine Locos x Madrid amb Alfredo Urdaci, procedent de TVE, el programa de cor Oh la la!, amb Víctor Sandoval, després substituït per Alonso Caparrós, o el musical de karaoke Plaza Mayor (2007), amb Naím Thomas i Ana Chávarri.